# 堤坝之门美术馆

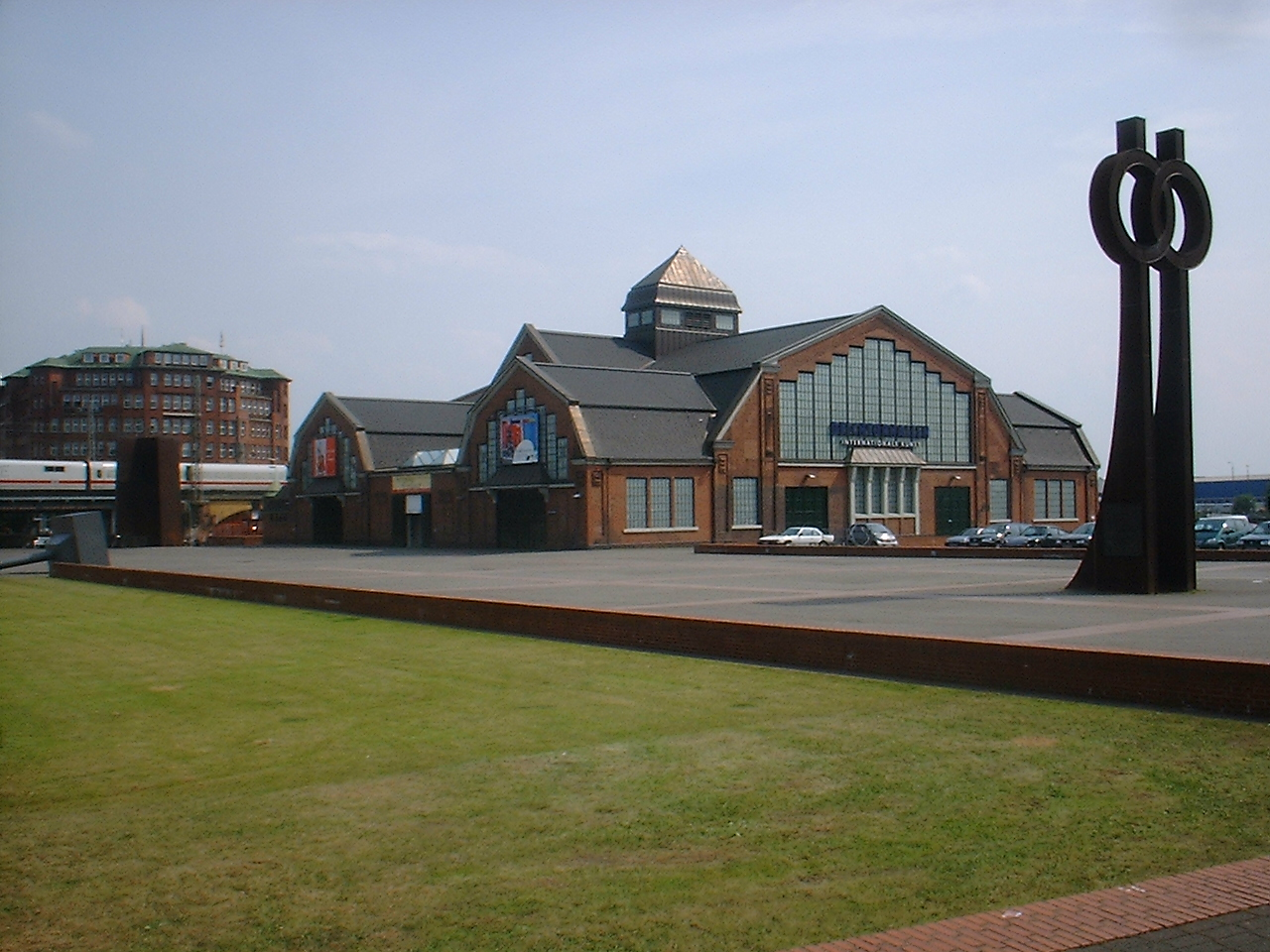

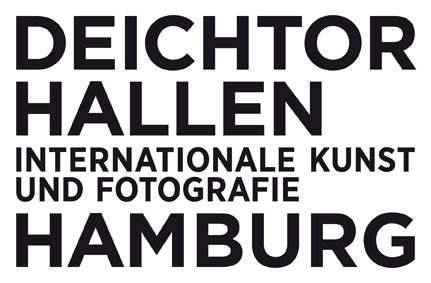

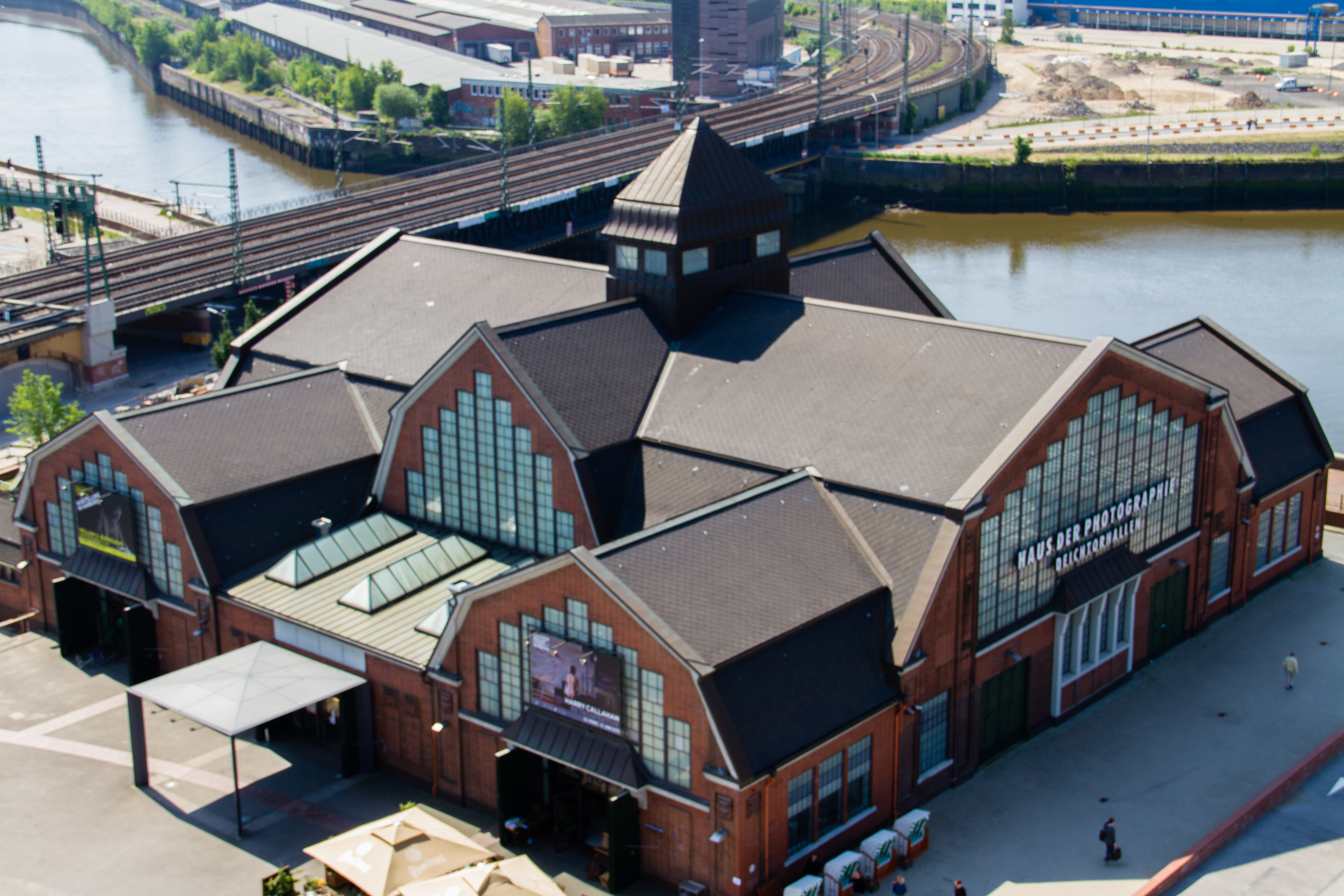

堤坝之门美术馆（Deichtorhallen）位于德国汉堡，是欧洲最大的现代艺术和摄影艺术中心之一。南北两座历史建筑建于1911–1914年，为原汉堡柏林火车站的市场大厅，分别有1800平方米和3800平方米，采用开放的钢-玻璃结构，构成新艺术运动与20世纪风格之间的过渡时期工业建筑的少数幸存例子之一。该建筑为大型国际展览创造了背景。

## 历史
鲁普雷希特·马蒂亚斯创作了两个“语言圆柱体”，参观者可以步行穿过堤坝之门广场，这里是里查·塞拉雕塑的所在地。
柯尔柏基金会将修复后的堤坝之门美术馆捐赠给了汉堡市。1989年，它们被分配给 Deichtorhallen-Ausstellungs GmbH有限公司。1989年11月9日，堤坝之门的国际艺术展览开幕，由哈拉尔德·塞曼策划。